# Donnerska institutet
Donnerska institutet för religionshistorisk och kulturhistorisk forskning är ett privat forskningsinstitut i Åbo, Finland.
Institutet hör till Stiftelsen för Åbo Akademi och grundades 1959 som resultat av en omfattande donation av Uno och Olly Donner. Donationens syfte är "... att på strängt vetenskaplig grund befrämja religionshistorisk och kulturhistorisk forskning ...". For att tillgodose detta syfte skall Donnerska institutet upprätthålla ett vetenskapligt specialbibliotek, benämnt Steinerbiblioteket, stöda forskning inom institutets område genom stipendier, samt anordna symposier och seminarier.

## Styrelsen
Institutets styrelse består av tre medlemmar med personliga ersättare, vilka väljs tre år i taget sålunda att Stiftelsens för Åbo Akademi delegation, Humanistiska fakultetens vid Åbo Akademi fakultetsråd och Historisk-filosofiska sektionsstyrelsen vid Uppsala universitet var och en väljer en medlem och en suppleant. Institutet har en personal på fem personer, verksamheten leds av en institutsföreståndare.

## Konferenser
Institutet har sedan 1962 regelbundet arrangerat nordiska religionsvetenskapliga konferenser. Tidpunkten för den första konferensen står i samband med att det året därförinnan hade upprättats en professur i religionshistoria vid Humanistiska fakulteten vid Åbo Akademi med medel från Donnerska institutet. Fram till år 1978 arrangerades dessa konferenser vartannat år, efter 1978 vart tredje år, sedan 2007 varje år. Temat för konferensen 2010 var Religion and the Body. Språket är numera engelska och deltagarna kommer från alla världsdelar.

## Publikationer
Institutet utger en egen skriftserie, Scripta Instituti Donneriani Aboensis, i vilken konferensföredragen publiceras. I serien har hittills (2010) utkommit 22 volymer. Distributör är Tibo Trading. Recensions- och bytesexemplar kan erhållas från Donnerska Institutet.